# Kanalschleuse 30
Kanalschleuse 30 ist ein Gemeindeteil der Gemeinde Mühlhausen im Landkreis Neumarkt in der Oberpfalz.

## Lage
Den Gemeindeteil macht die Kanalschleuse 30 des Ludwig-Donau-Main-Kanals mit dem Wärterhaus im Norden Mühlhausens und im Südwesten von Greißelbach aus; er wird amtlich als Einöde bezeichnet.

## Geschichte

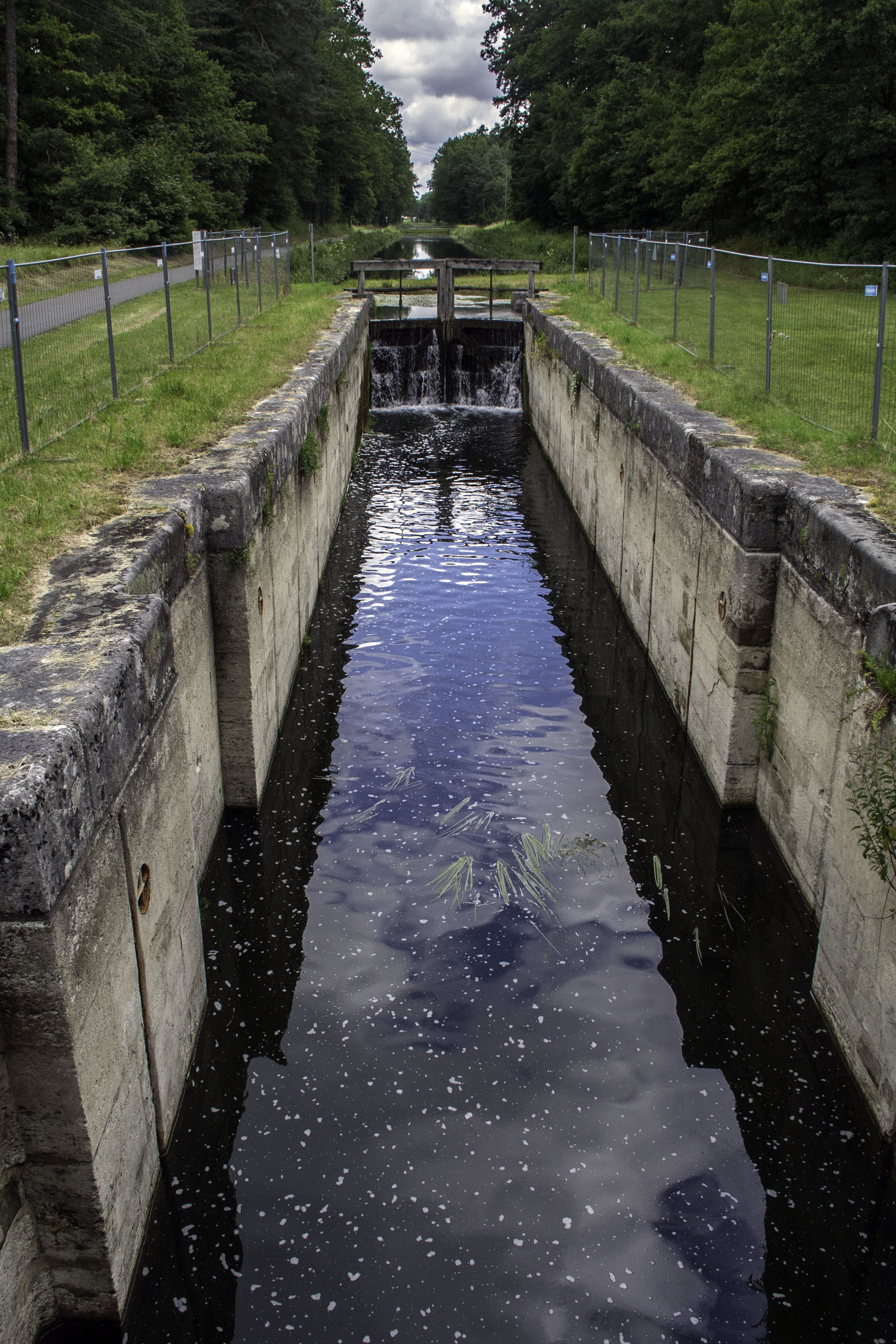
Die Kammerschleuse vor der Sanierung

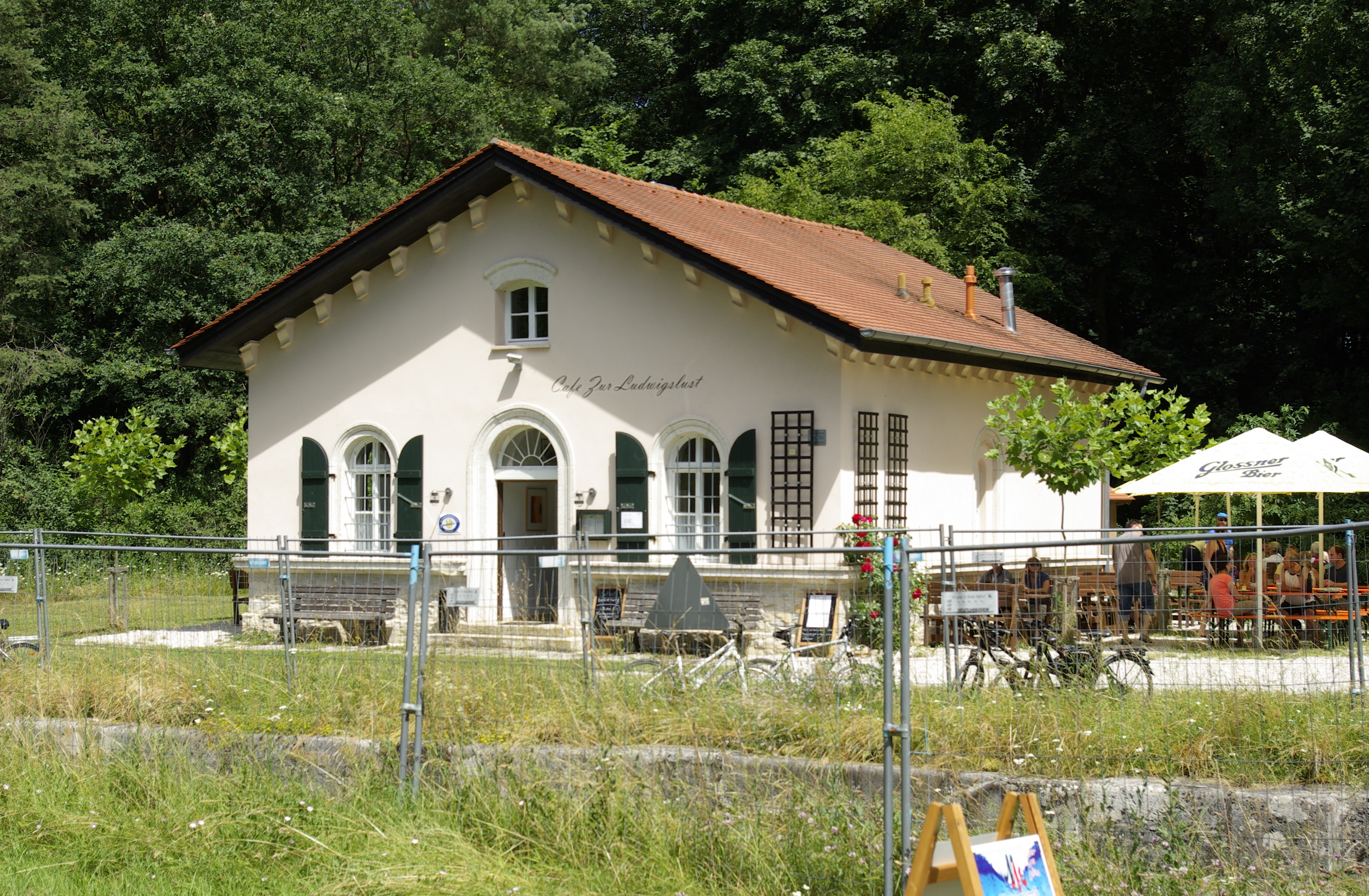
Das Schleusenwärterhaus

An den 100 Schleusen des 1843 eröffneten Ludwig-Donau-Main-Kanals gab es 69 Wärterhäuser, die zumeist  bis Ende 1840 fertiggestellt waren. Der dort wohnende Wärter und seine Gehilfen waren für die Bedienung, Instandhaltung von einer Schleuse, manchmal auch von bis zu drei oder gar sechs Schleusen verantwortlich. Auch die Pflege des Kanals und seiner Anlagen oblag ihm. Die Wärterhäuser waren nach einem Musterplan gebaut, der je nach Geländesituation etwas abgeändert wurde. Die kleinen Grundstücke um die Wärterhäuser dienten dem Gartenbau und der Kleintierhaltung der Wärterfamilie. Der Kanal wurde 1950 endgültig  aufgelassen, die Wärterhäuser waren aber vorerst noch weiter bewohnt.
In den offiziellen Ortschaften-Verzeichnissen des Königreichs Bayern, die die Ergebnisse vorangegangener Volkszählungen aufzeigen, erscheinen die Wärterhäuer noch nicht gesondert. Erst ab dem ersten Verzeichnis nach dem Zweiten Weltkrieg vom Jahr 1950 werden die Kanalschleusen als Gemeindeteile aufgeführt, wenn auch ausdrücklich  noch ohne amtlichen Namen, also nur durchnummeriert. Bis zur Gebietsreform in Bayern erscheinen die Kanalschleusen  28 bis 30 als je eigene Gemeindeteile der Gemeinde Wappersdorf. Sie wurden mit Wappersdorf und dem weiteren Wappersdorfer Gemeindeteil Weihersdorf am 1. Januar 1974 nach Mühlhausen eingemeindet, wo sie weiterhin als Gemeindeteile ausgewiesen wurden. Das offizielle Ortschaften-Verzeichnis 1987 weist für die Kanalschleuse 30 keine ständigen Bewohner mehr auf.
Die Kammerschleuse, die Bogenbrücke und das ehemalige Schleusenwärterhaus sind vom Bayerischen Landesamt für Denkmalpflege als Baudenkmal (D-3-73-146-75) ausgewiesen.
Das bereits renovierte Schleusenwärterhaus war etliche Jahre an den Forstbetrieb Allersberg verpachtet und stand seit Ende 2010 leer. Im November 2011 wurde das Haus an Privat verkauft und zu einem Tages-Cafe (Café zur Ludwigslust) ausgebaut. 2018 wurde das Mauerwerk der Kammerschleuse saniert und neue Schleusentore eingebaut, die im Winter 2017/2018 von den Zimmerern der Flussmeisterstelle Neumarkt angefertigt wurden.
Der Kanal wurde dabei für die Arbeiten im Bereich der Schleusenkammer trockengelegt. Hier wurde ein mobiles Absperrbauwerk eingesetzt, das aus einem riesigen Schlauch besteht, der mit Wasser gefüllt wird. Das Schlauchwehr wurde von der Flussmeisterstelle Nürnberg ausgeliehen. die bereits erfolgreich die Technik an der Schleuse 58 Sanierung angewendet hatten.

### Einwohnerzahlen
- 1861, 1871, 1885, 1900 und 1925 sind die Schleusen noch nicht als Gemeindeteile Wappersdorfs aufgelistet.[4][5][6][7][8]
- 1950: 6[9]
- 1961: 4[10]
- 1970: 2[11]
- 1987: 0[12]